# اچ‌دی ۳۶۶۷۸
اچ‌دی ۳۶۶۷۸ یک ستاره است که در صورت فلکی ارابه‌ران قرار دارد.